# Bitwa pod Płowdiwem
Bitwa pod Płowdiwem – starcie zbrojne, które miało miejsce 17 stycznia 1878 roku. Była to ostateczna i rozstrzygająca bitwa X wojny rosyjsko-tureckiej. Dowódca sił rosyjskich Josif Hurko przegrupował swoje wojska w kierunku południowego wschodu w celu marszu na Konstantynopol, jednakże ich marsz został zatrzymany przez oddziały tureckie dowodzone przez Sulejmana Paszę w okolicach tureckiej fortecy, Płowdiw. 17 stycznia rosyjski kapitan Aleksandr Burago rozpoczął natarcie na miasto, wsparty oddziałami Josifa Hurko. Mimo silnego oporu ze strony Turków, Rosjanie zdobyli miasto biorąc do niewoli ponad 2 tysiące tureckich żołnierzy. Reszta oddziałów tureckich wycofała się aż pod Konstantynopol. Po bitwie Turcy poprosili Rosjan o pokój, który ostatecznie został zatwierdzony na mocy traktatu pokojowego z San Stefano.